# Piotr Śmietański
Piotr Śmietański (ur. 27 czerwca 1899 w Zawadach, zm. 23 lutego 1950 w Barcinku) – polski kat, jeden z głównych egzekutorów w Polsce Ludowej w okresie stalinizmu, funkcjonariusz Urzędu Bezpieczeństwa w stopniu starszego sierżanta.

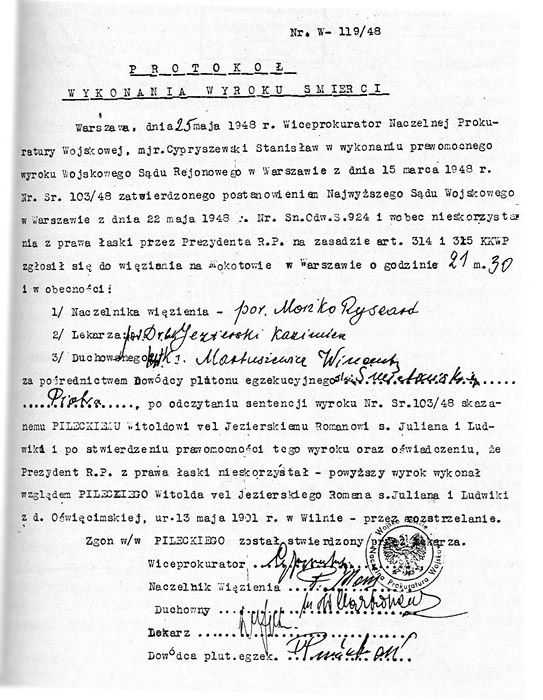
Protokół z wykonania wyroku śmierci na rtm. Witoldzie Pileckim przez Piotra Śmietańskiego zachowany w aktach sprawy

## Życiorys
Syn Władysława i Anny z Kobiałków, pochodzących z rodziny robotniczej. Ukończył cztery klasy szkoły powszechnej, pracował jako robotnik budowlany. Zmobilizowany, uczestniczył w wojnie polsko-bolszewickiej w stopniu szeregowca. W 1923 wstąpił do Komunistycznej Partii Robotniczej Polski, przyjął pseudonim Mojżesz, którego używał do rozwiązania warszawskich struktur KPP w końcu 1937. Od 1928 do 1940 pracował w Wodociągach i Kanalizacji M. St. Warszawy jako hydraulik. Po likwidacji KPP Śmietański, zgodnie z dyspozycjami Kominternu o wstępowaniu komunistów do legalnie działających organizacji i stowarzyszeń – wstąpił do Polskiej Partii Socjalistycznej, w której działał do formalnego zaprzestania działalności partii 27 września 1939 po kapitulacji Warszawy. Pod koniec 1939 trafił do Towarzystwa Przyjaciół ZSRR, od 1943 członek Polskiej Partii Robotniczej, w 1944 wstąpił do Armii Ludowej.
17 stycznia 1945 został funkcjonariuszem sekcji VII wydziału I Wojewódzkiego Urzędu Bezpieczeństwa Publicznego w Warszawie w randze wywiadowcy. Od 21 lipca 1945 pełnił funkcję referenta w sekcji specjalnej, od 1 stycznia 1946 oddziałowego, od 1 lutego 1946 wywiadowcy w sekcji 1 (realizacja) wydziału IV A (śledczego), a od 3 sierpnia 1946 – agenta zaopatrzenia w wydziale gospodarczym. Od 1 lutego 1947 pozostawał do dyspozycji szefa i w randze starszego sierżanta był dowódcą plutonu egzekucyjnego w więzieniu mokotowskim, faktycznie jednoosobowo dokonującym egzekucji. Osobiście wykonywał kary śmierci. W okresie stalinowskim był wykonawcą wyroków śmierci na wielu żołnierzach wyklętych, byłych oficerach Armii Krajowej, w tym m.in. na por. Jerzym Miatkowskim, por. Tadeuszu Pelaku, por. Edmundzie Tudruju, por. Arkadiuszu Wasilewskim, por. Romanie Grońskim, kapitanie Stanisławie Łukasiku, majorze Hieronimie Dekutowskim (zabitych przez Śmietańskiego jednego dnia – 7 marca 1949).
25 maja 1948 wykonał wyrok śmierci na rotmistrzu Witoldzie Pileckim. Zachował się protokół wykonania wyroku śmierci na Witoldzie Pileckim z podpisem Śmietańskiego.
Od 1 września 1948 pracował jako oficer do zleceń w wydziale ogólnym WUBP w Warszawie.
W 2003 Instytut Pamięci Narodowej rozpoczął śledztwo mające na celu ustalenie losów Śmietańskiego w związku z dochodzeniem w sprawie śmierci Witolda Pileckiego. Według ustaleń IPN Śmietański zmarł w 1950 na gruźlicę. Został pochowany na cmentarzu Bródnowskim w Warszawie (kwatera 8H-1-4). Miejsce grobowe istnieje, nagrobek się nie zachował.
Jego żoną była od 1923 Eufemia z Chmielewskich. Mieli trzy córki: Irenę (ur. 1924), Zofię (ur. 1926) i Zdzisławę (ur. 1933). Irena i Zdzisława pracowały po 1945 również w Ministerstwie Bezpieczeństwa Publicznego.